# كونكورديا كياجنا
كونكورديا كياجنا هو نادي كرة قدم روماني أٌسس عام 1957. يلعب النادي في دوري الدرجة الأولى الروماني.